# Босански Шамац (Домаљевац-Шамац)
Босански Шамац је насељено место у Босни и Херцеговини у општини Домаљевац-Шамац. Административно припада Федерацији Босне и Херцеговине, односно њеном Посавском кантону. Према попису становништва из 2013. у насељу није било становника. Пре рата насеље је био део градског насеља Шамац које се данас налази у Републици Српској.

## Становништво
По последњем службеном попису становништва из 2013. године у насељу Босански Шамац није било становника.
| Националност | 2013. | 1991.          | 1981.          | 1971.          |
| Бошњаци      | 0     | 2.178 (34,91%) | 1.697 (30,28%) | 2,163 (44,35%) |
| Хрвати       | 0     | 827 (13,26%)   | 687 (12,26%)   | 726 (14,89%)   |
| Срби         | 0     | 1.755 (28,13%) | 1.342 (23,94%) | 1.500 (30,76%) |
| Југословени  | —     | 1.175 (19,15%) | 1.794 (31,65%) | 429 (8,79%)    |
| Албанци      | 0     | 0              | 22 (0,39%)     | 3 (0,06%)      |
| Црногорци    | 0     | 0              | 13 (0,23%)     | 8 (0,16%)      |
| Словенци     | 0     | 0              | 5 (0,08%)      | 3 (0,06%)      |
| Мађари       | 0     | 0              | 4 (0,07%)      | 4 (0,08%)      |
| Македонци    | 0     | 0              | 0              | 3 (0,06%)      |
| остали       | 0     | 284 (4,55%)    | 61 (1,08%)     | 38 (0,77%)     |
| Укупно       | 0     | 6.239          | 5.605          | 4.877          |